# Triatlon op de Paralympische Zomerspelen

Triatlon is een van de sporten die op het programma van de Paralympische Spelen staan. Deze sport, strikt gezien paratriatlon, een variant op triatlon, wordt beoefend door sporters met bepaalde fysieke mogelijkheden. De sport staat onder auspiciën van World Triathlon (WT), voor oktober 2020 gekend als de International Triathlon Union (ITU). De competitie bestaat uit een snelheidswedstrijd in drie etappes met 750 m zwemmen, 20 km fietsen en 5 km lopen.

## Geschiedenis
De wereldbond, op dat moment gekend als de International Triathlon Union, organiseerde al jaarlijkse wereldkampioenschappen paratriatlon sinds 1995. De beslissing de sport toe te voegen aan het programma van de Paralympische Zomerspelen werd genomen tijdens een bijeenkomst van het Internationaal Paralympisch Comité in Guangzhou, China in 2010. Paratriatlon staat vanaf 2016 op het programma, een eerste maal tijdens de Spelen in Rio de Janeiro.

## Evenementen
Er werd in een of meerdere klassen om de medailles gestreden (zie hiervoor de jaarartikelen).
| Editie              | Klassen |
| ------------------- | --- |
| Rio de Janeiro 2016 | PT1 (mannen) PT2 (mannen) PT4 (mannen) PT2 (vrouwen) PT4 (vrouwen) PT5 (vrouwen)                                    |
| Tokio 2020          | PTWC (mannen) PTS2 (mannen) PTS5 (mannen) PTVI (mannen) PTWC (vrouwen) PTS2 (vrouwen) PTS5 (vrouwen) PTVI (vrouwen) |